# Samatiguila
Samatiguila este o comună din departamentul Samatiguila, regiunea Kabadougou, Coasta de Fildeș.